# Arènes de Rion-des-Landes
Les arènes André-Taris se situent sur la commune de Rion-des-Landes, dans le département français des Landes. Elles ont une capacité d'accueil de 1500, à 2 000 personnes. Elles accueillent des corridas.

## Présentation
Les arènes initiales sont entièrement construites en bois dans les années 1920. Il s'agissait en réalité de gradins mobiles, montés et démontés à l'occasion des fêtes du village. Dressées pour la Pentecôte au quartier de la gare, elles étaient ensuite remontées au bourg pour les fêtes patronales à la fin du mois d'août. Ces opérations successives finissent par fragiliser la structure, et lors des fêtes patronales de 1929 une partie des gradins s'écroule en pleine course landaise.
La décision est alors prise de les démolir pour les remplacer par des arènes en dur. Après quelques aléas lors de la construction, les arènes actuelles sont inaugurés en 1930. Elles sont baptisées arènes André Taris en 2002, en l'honneur du sauteur de la commune, inventeur du saut périlleux par-dessus la vache.

## De Rion à New York, 1938
Le 21 août 1938, la société parisienne Les Grands Reportages cinématographiques, immortalise une course à l'Escalot dans les arènes. Avec la voix de l'académicien Joseph de Pesquidoux et les vaches de la Ganaderia de Buros à Escalans, ce court métrage fut présenté à l'exposition universelle de New York de 1939, afin de présenter la course landaise.

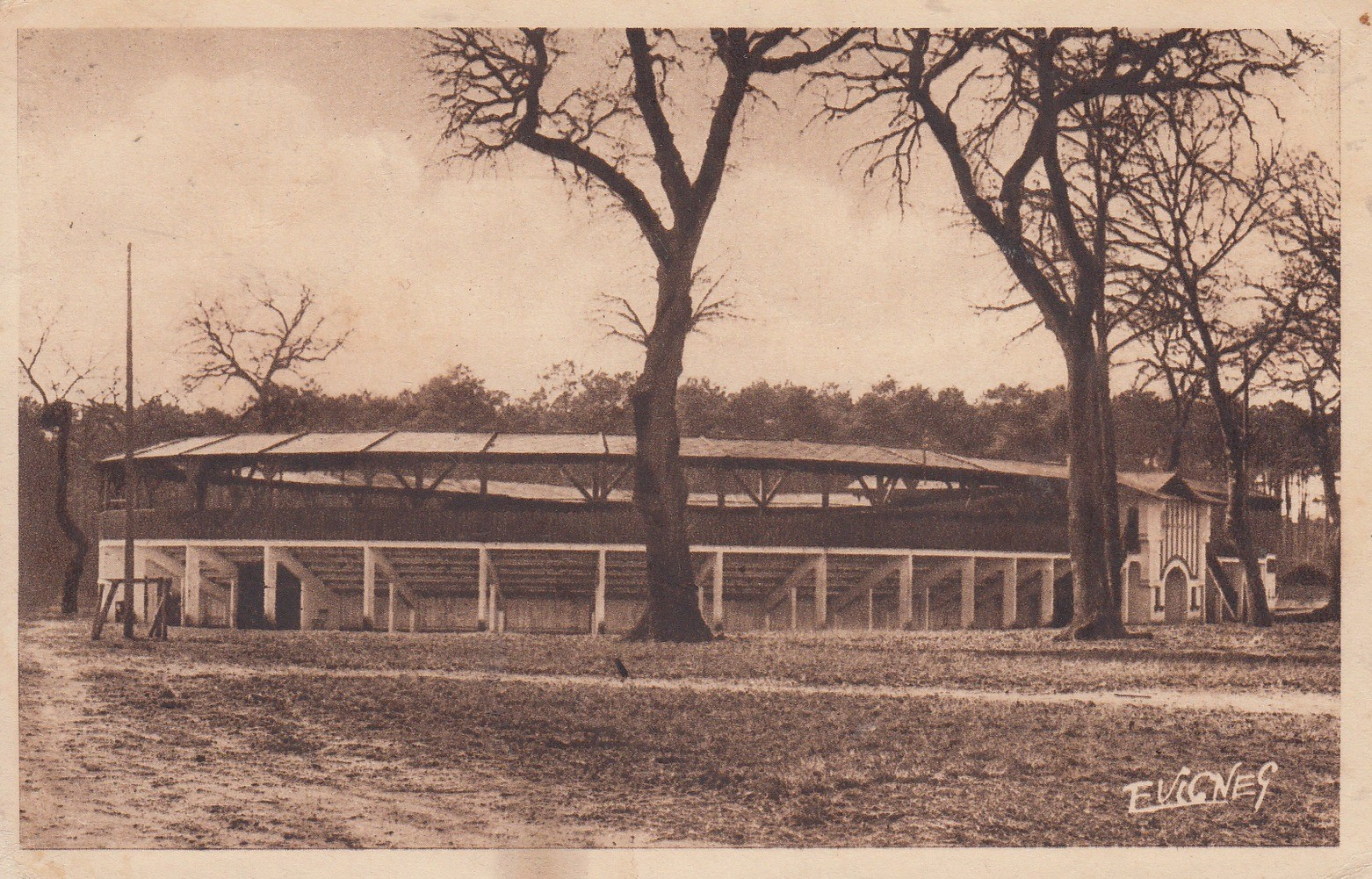
Les arènes en 1930.
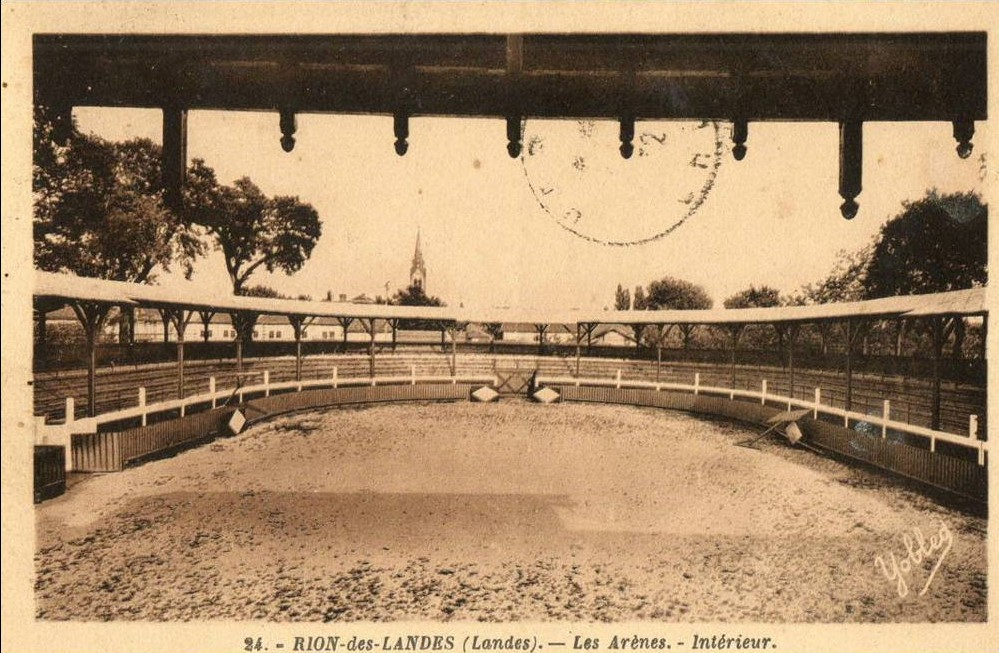
L'intérieur des arènes en 1930.

## Actions anti-corrida, incendie
Le 24 août 2013, 150 militants associatifs sont descendus dans l'arène afin d'empêcher le déroulement de la novillada et la mise à mort des jeunes taureaux. L'action étant illégale, ils sont délogés par la police. Cette évacuation fait huit blessés dont un tombe une journée dans le coma. Des manifestants tentent ensuite de stopper le camion transportant les taureaux. 
Le 18 novembre, un incendie criminel ("de la paille entassée aux pieds des portes en bois et allumée avec un accélérateur de feu", ont dit les gendarmes à l’AFP)a endommagé deux portes et une partie de la toiture des arènes. Les associations anti-corrida se sont désolidarisés de cette action.
Le 24 novembre de la même année, une centaine de personnes, hors associations, tentent de semer le désordre aux abords et pour une quinzaine au sein des arènes lors de la Fiesta campera annuelle. Ils en ont été chassés par les forces de l'ordre. 